# Gare de Morges-Saint-Jean
La gare de Morges-Saint-Jean est une gare ferroviaire située sur le territoire de la commune suisse de Morges, dans le canton de Vaud.

## Situation ferroviaire
Établie à 380 mètres d'altitude, la gare de Morges-Saint-Jean est située au point kilométrique 11,16 de la ligne Lausanne – Genève, entre les gares de Lonay-Préverenges (en direction de Lausanne) et de Morges (en direction de Genève).
Elle est dotée de deux voies encadrées par deux quais latéraux.

## Histoire
La gare de Morges-Saint-Jean a été construite en 1937 et transformée en 1961.

## Service des voyageurs

### Accueil
La gare est dotée d'abris sur les quais. L'achat de titres de transport se fait exclusivement en gare grâce à des automates.
La gare est partiellement accessible aux personnes à mobilité réduite à l'aide de rampes inclinées.

### Desserte
La gare fait partie du réseau RER Vaud, assurant des liaisons rapides à fréquence élevée dans l'ensemble du canton de Vaud. Morges-Saint-Jean est desservie par la ligne R9 qui relie chaque heure Allaman à Morat.

### Intermodalité
La gare de Morges-Saint-Jean n'est en correspondance avec aucune autre ligne de transports publics.